# Natàlia Deriuguina
Natàlia Deriuguina (rus: Наталья Борисовна Дерюгина)  (Moscou, 23 d'abril de 1971) és una exjugadora d'handbol russa que va competir durant les dècades de 1990 i 2000.
El 1992 va prendre part en els Jocs Olímpics de Barcelona, on guanyà la medalla de bronze en la competició d'handbol. Va jugar amb la selecció nacional russa entre el 1993 i el 2005.
A nivell de clubs s'inicià al Luch Moscou, abans de traslladar-se a Dinamarca el 1994 per jugar al Viborg HK (1994-2003) i Aalborg DH (2003-2008). Amb el Viborg va guanyar set campionats danesos (1995, 1996, 1997, 1999, 2000, 2001 i 2002), dues copes daneses (1996 i 2003), la Copa EHF de 1997 i la Supercopa d'Europa de 2001, alhora que va perdre les finals de la Lliga de Campions de 1997 i 2001.